# Vieille école de Boždarevac
La vieille école de Boždarevac (en serbe cyrillique : Стара школа у Бождаревцу ; en serbe latin : Stara škola u Boždarevcu) est une école située à Boždarevac, en Serbie, dans la municipalité de Barajevo et sur le territoire de la ville de Belgrade. Construite au début du XIXe siècle, elle est inscrite sur la liste des monuments culturels protégés de la république de Serbie et sur la liste des biens culturels de la ville de Belgrade.

## Présentation
Le bâtiment de l'ancienne école de Boždarevac est l'un des rares édifices dotés très tôt de cette fonction scolaire dans le Grand Belgrade. Conçu au départ comme une résidence familiale, il a été transformé en école par son dernier propriétaire et a été utilisé à cette fin jusqu'à la fin de la Seconde Guerre mondiale.